# Kaukola

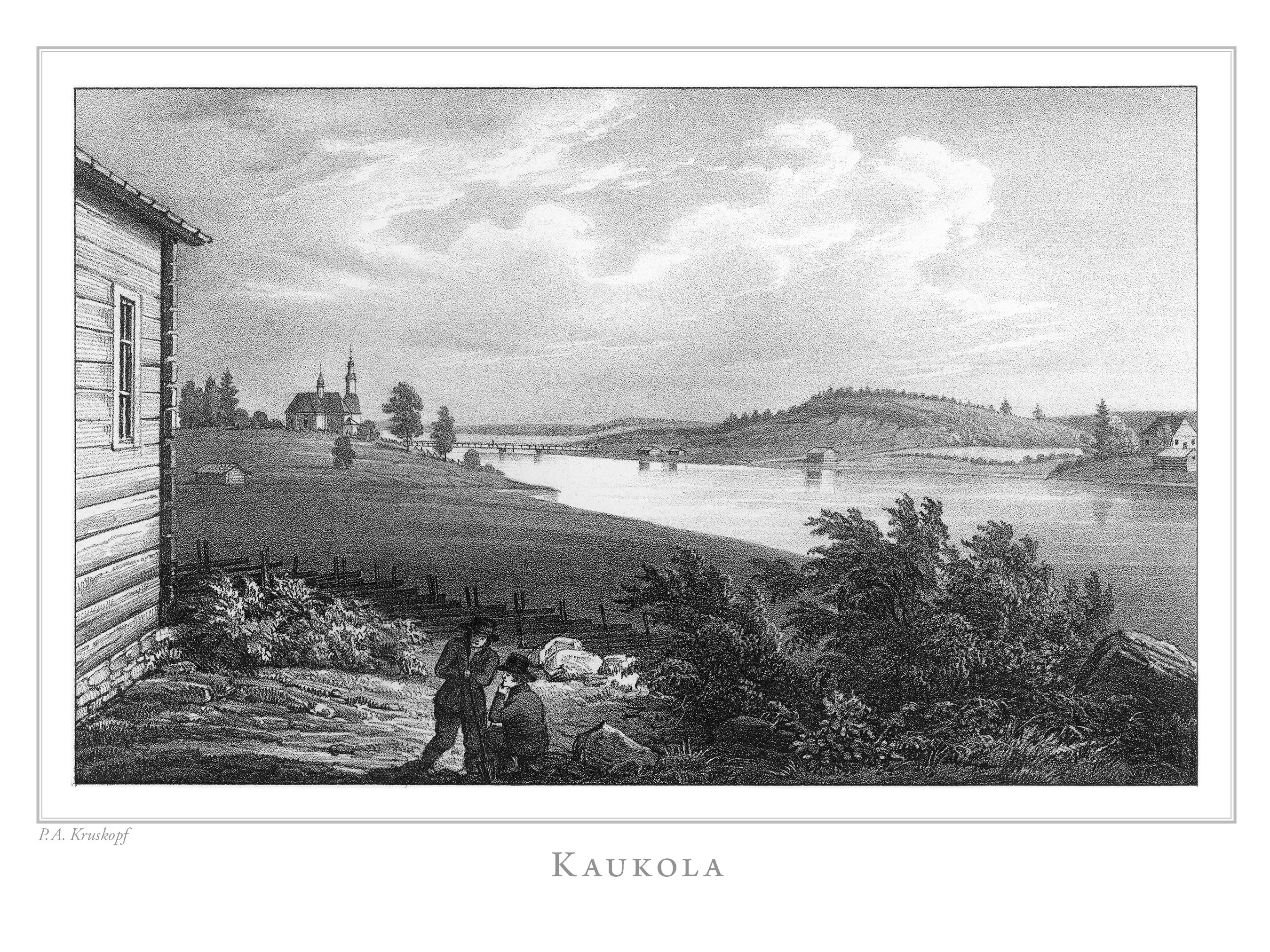
Litografi av Kaukola i Finland framstäldt i teckningar utgiven 1845-1852.

Kaukola (ryska: Sevastyanovo) var en tidigare kommun i Viborgs län i Finland.
Ytan (landsareal) hade 264,3 km² och 4.175 människor med ett befolkningstäthet av 15,8 km² (1908-12-31).
Från januari 1831 fram till sommaren 1832 skall åtta barn och en vuxen kvinna ha dödats av varg i Kaukola, och det antas att en varg dödade samtliga.

Kaukola var enspråkigt finskt och blev del av Sovjetunionen efter andra världskriget.